# Blood (serie televisiva)
Blood (hangeul: 블러드, latinizzazione riveduta: Beullodeu) è una serie televisiva sudcoreana trasmessa su KBS2 dal 16 febbraio al 21 aprile 2015.

## Trama
Park Ji-sang è uno specializzando in chirurgia epato-pancreatica-biliare al Taemin Cancer Hospital, nonché un vampiro. Apparentemente freddo e insensibile, Ji-sang in realtà ha un cuore gentile e vorrebbe avvicinarsi alle persone; crede fermamente nella santità della vita umana, e sopprime la propria sete di sangue curando malati terminali e salvando vite. Tra i suoi colleghi figura Yoo Ri-ta, dottoressa prodigio entrata alla scuola di medicina a 17 anni e nipote del presidente del chaebol che detiene la proprietà sull'ospedale. Ri-ta è molto capace, ma anche altezzosa e orgogliosa, tuttavia Ji-sang si innamora di lei. Il ragazzo si ritrova coinvolto, inoltre, in un conflitto tra bene e male quando incontra Lee Jae-wook, un primario dalla doppia faccia che ottiene la fiducia di tutti con un contegno gentile, ma che cova intimamente una pericolosa ambizione per il potere e un talento per la crudeltà.

## Personaggi
- Park Ji-sang, interpretato da Ahn Jae-hyun e Baek Seung-hwan (da giovane)
- Lee Jae-wook, interpretato da Ji Jin-hee
- Yoo Ri-ta/Yoo Chae-eun, interpretata da Ku Hye-sun e Jung Chan-bi (da giovane)
- Joo Hyun-woo, interpretato da Jung Hae-in
- Choi Soo-eun, interpretata da Jung Hye-seong
- Choi Kyung-in, interpretata da Jin Kyung
- Min Ga-yeon, interpretata da Son Soo-hyun
- Park Hyun-seo, interpretato da Ryu Soo-young
- Han Sun-young, interpretata da Park Joo-mi
- Yoo Seok-joo, interpretato da Kim Kap-soo
- Sylvia Ahn, interpretata da Son Sook
- Seo Hye-ri, interpretata da Park Tae-in
- Nam Chul-hoon, interpretato da Kwon Hyun-sang
- J, interpretato da Lee Ji-hoon
- Jung Ji-tae, interpretato da Kim Yu-seok
- Woo Il-nam, interpretato da Jo Jae-yoon
- Lee Ho-yong, interpretato da Jung Suk-yong
- Gerard Kim, interpretato da Gong Jung-hwan
- Lee Young-joo, interpretata da Park Jun-myun
- Joo In-ho, interpretato da Kang Sung-min

## Ascolti
| Episodio | Data di trasmissione | Dati TNSM           | Dati TNSM                  | Dati AGB            | Dati AGB                   |
| Episodio | Data di trasmissione | A livello nazionale | Area metropolitana di Seul | A livello nazionale | Area metropolitana di Seul |
| -------- | -------------------- | ------------------- | -------------------------- | ------------------- | -------------------------- |
| 1        | 16 febbraio 2015     | 5,3%                | 6,0%                       | 5,2%                | 6,0%                       |
| 2        | 17 febbraio 2015     | 4,9%                | 5,3%                       | 4,7%                | 5,1%                       |
| 3        | 23 febbraio 2015     | 6,1%                | 6,3%                       | 6,0%                | 6,2%                       |
| 4        | 24 febbraio 2015     | 5,8%                | 5,9%                       | 5,5%                | 5,6%                       |
| 5        | 2 marzo 2015         | 4,6%                | 4,5%                       | 4,1%                | 4,0%                       |
| 6        | 3 marzo 2015         | 5,5%                | 5,5%                       | 5,4%                | 5,4%                       |
| 7        | 9 marzo 2015         | 4,4%                | 5,2%                       | 4,4%                | 5,2%                       |
| 8        | 10 marzo 2015        | 4,4%                | 4,7%                       | 4,5%                | 4,8%                       |
| 9        | 16 marzo 2015        | 4,6%                | 4,6%                       | 4,3%                | 4,3%                       |
| 10       | 17 marzo 2015        | 5,1%                | 4,9%                       | 5,6%                | 5,4%                       |
| 11       | 23 marzo 2015        | 4,4%                | 3,7%                       | 3,8%                | 3,1%                       |
| 12       | 24 marzo 2015        | 4,9%                | 4,0%                       | 4,5%                | 3,6%                       |
| 13       | 30 marzo 2015        | 4,8%                | 4,9%                       | 4,2%                | 4,3%                       |
| 14       | 31 marzo 2015        | 5,6%                | 6,4%                       | 5,3%                | 5,0%                       |
| 15       | 6 aprile 2015        | 5,3%                | 5,5%                       | 4,4%                | 4,6%                       |
| 16       | 7 aprile 2015        | 5,3%                | 5,5%                       | 5,0%                | 5,2%                       |
| 17       | 13 aprile 2015       | 5,3%                | 5,4%                       | 3,8%                | 3,9%                       |
| 18       | 14 aprile 2015       | 5,3%                | 5,0%                       | 4,4%                | 4,1%                       |
| 19       | 20 aprile 2015       | 6,4%                | 6,5%                       | 4,7%                | 4,8%                       |
| 20       | 21 aprile 2015       | 5,4%                | 5,5%                       | 5,0%                | 5,1%                       |
| Media    | Media                | 5,2%                | 5,3%                       | 4,7%                | 4,8%                       |

## Colonna sonora
1. Only One – Tiffany
2. Be Alright – Song Ha-ye
3. I Can't Stop Loving You – Ha Hyun-woo
4. Cell – MC Meta feat. Taru e Jin-hyun
5. The Only One I Love (한 사람만 사랑합니다)
6. Blood (블러드)
7. The Vampire's Love (뱀파이어의 사랑)
8. Evil
9. Dream
10. Lifeline (생명선)
11. The Legend
12. Someone's Pain (누군가의 아픔)
13. Love and Salvation (사랑과 구원)
14. This Passion is Sad (열정이 된 슬픔)
15. Vampire vs. Vampire
16. Survivor
17. Wake Up
18. Game of Death

## Distribuzioni internazionali
| Paese      | Canale/i      | Prima TV                      | Titolo adottato            |
| ---------- | ------------- | ----------------------------- | -------------------------- |
| Hong Kong  | Drama Channel | 12 settembre-17 ottobre 2015  | 塑身女神 (Dottore Vampiro) |
| Taiwan     | GTV           | 26 settembre-19 dicembre 2015 | 塑身女神 (Dottore Vampiro) |
| Giappone   | KNTV          | ottobre 2015                  |                            |
| Thailandia | PPTV HD       | dicembre 2015                 |                            |
| Birmania   |               | marzo 2016                    |                            |
| Filippine  | Cine Mo!      | 1º maggio-3 luglio 2016       | Blood (Sangue)             |
| Filippine  | Jeepney TV    | 8 ottobre-10 dicembre 2016    | Blood (Sangue)             |
| Vietnam    | HTV3          | 28 giugno 2016-concluso       |                            |